# Elaphria chalcedonia
Elaphria chalcedonia là một loài bướm đêm trong họ Noctuidae.